# 卡尔卡沃索
卡尔卡沃索，是西班牙埃斯特雷马杜拉卡塞雷斯省的一个市镇。总面积20平方公里，总人口1209人（2001年），人口密度60人/平方公里。